# Reserve (Montana)
Reserve è un census-designated place (CDP) degli Stati Uniti d'America, situato nello stato del Montana, nella contea di Sheridan.